# Административно деление на България
Административно-териториалното деление на България понастоящем е 3-степенно – включва 28 области, разделени на 265 общини, в които са обособени 3160 кметства.

## Актуално деление

### Кметства
Кметството е съставна административно-териториална единица в рамките на община в България. Между 2020 г. (ДВ бр. 107 от 2020 г.) и 2021 г. (ДВ бр. 36 от 2021 г.) минималният брой на населението, необходим за създаване на кметство, е бил 350 души. До 2020 г. е било разрешено едно кметство да включва повече от едно населено място. Към 2020 г. броят на кметствата в България е бил 3160.

### Общини
Административно-териториалните единици, в които основно се осъществява местното самоуправление в България, са общините. Техният брой е 265.

### Области
Съществуващите понастоящем 28 области са образувани през 1999 г. с президентски Указ № 1 от 5 януари 1999 г. за утвърждаване границите, административните центрове на области и общини, включени в тях (обн., ДВ, бр. 2 от 8 януари 1999). Те съвпадат с окръзите, съществували от 1959 до 1987 г., в голяма степен по граници и напълно по административни центрове, от които Михайловград е преименуван на Монтана,  а Толбухин на Добрич.

### Райони за планиране
Районите за планиране са региони, обособени с цел статистическо отчитане на териториалните единици съгласно изискванията на Евростат. Не представляват административно-териториални единици. На 27 юли 2000 г. Министерският съвет определя 6 района за планиране на територията на България. По демографски и икономически причини през 2017 – 2018 г. се подготвя процес на преобразуването им в нови райони. 

## История

### Османска империя (1877 – 1878)
Съгласно Закона за вилаетите (1867) и Закона за администрацията на вилаетите (1871) територията на Османската империя се дели на вилаети, управлявани от валии; санджаци – от мютесарафи; каази – от каймаками; нахии – от мюдюри; беледиета и меджлиси – от мухтари, като последните се разделят на по-малки вероизповедни групи.

### Руско управление (1877 – 1879)
При установяването на гражданските власти в новоосвободените български земи руският императорски комисар княз Владимир Черкаски запазва тази административно-териториална структура като премахва само вилаетите, а останалите единици са преименувани както следва: санджаците стават губернии; каазите – окръзи; нахиите – волости или околии; беледиетата и меджлисите – общини (градски и селски). В хода на Освободителната война (1877 – 1878) са учредени следните 8 губернии:
- Тулчанска губерния (1 юли 1877),
- Свищовска губерния (съществува само от 1 до 9 юли 1877),
- Търновска губерния (1 юли 1877),
- Русенска губерния (9 юли 1877),
- Видинска (Раховска) губерния (16 ноември 1877),
- Софийска губерния (12 декември 1877),
- Пловдивска губерния (1 февруари 1878),
- Сливенска губерния (19 февруари 1878).

Старозагорска губерния не е образувана, въпреки съществуването на Старозагорски санджак, заради разрушаването на града от турските войски през 1877 г. след изтеглянето на руските войски. С превземането на Русчук (Русе) от руските войски Свищовската губерния се присъединява към Русенската, а на 12 март 1878 г. към Сливенската губерния се присъединява Казанлъшки окръг, който дотогава се намира под прякото управление на Полевия щаб на руската армия. Така до сключването на Санстефанския мирен договор (3 март 1878) в страната има 8 губернии с 56 окръга. В тях не влиза Варненската губерния, която е образувана по-късно, тъй като до Санстефанския договор е лежала извън демаркационната линия. По онова време град Одрин и околността му (Одрински вилает) се намират само под военно управление и едва при княз Александър Дондуков-Корсаков и там се въвежда в ограничен вид гражданско управление. След закриването на Свищовската губерния и промените от Берлинския договор (13 юли 1878) към началото на управлението на княз Дондуков-Корсаков в страната има 7 губернии с 47 окръга, от които 5 губернии с 33 окръга в Северна България (с региона на София, в това число и Джумайски окръг, който е предаден по-късно на Османската империя) и 2 губернии с 14 окръга в Южна България (без региона на София).
Губерниите и окръзите, които остават на територията на Княжество България, са:
1. Софийска (Софийски, Орханийски, Златишки, Самоковски, Трънски, Радомирски, Кюстендилски и Дъбницки окръзи)
2. Варненска (Варненски, Провадийски, Хаджиоглупазарджишки, Балчишки, Шуменски и Силистренски окръзи)
3. Русенска (Ескиджумайски, Разградски, Тутракански, Русенски, Свищовски, Плевенски и Никополски окръзи)
4. Търновска (Османпазарски, Търновски, Еленски, Габровски, Севлиевски и Ловчански окръзи)
5. Видинска (Врачански, Раховски, Берковишки, Ломпалански, Видински и Белоградчишки окръзи)

Губерниите и окръзите, които остават на територията на Източна Румелия са:
1. Пловдивска (Пловдивски, Татарпазарджишки, Хасковски, Старозагорски, Чирпански и Казанлъшки окръзи)
2. Сливенски (Сливенски, Новозагорски, Ямболски, Бургаски, Айтоски, Анхиалски и Месемврийски окръзи)
3. Къзълагачка околия от Одринския санджак

### Източна Румелия (1879 – 1885)
Според Органическия устав на Източна Румелия (в сила от 14 април 1879 г. до края на 1885 г.), областта се дели в административно отношение на 6 департамента (префектури, области) и 28 кантона (околии):
1. Татарпазарджишки департамент (Татарпазарджишки, Панагюрски, Пещерски, Ихтимански)
2. Пловдивски департамент (Пловдивски, Конушки (център – гр. Станимака), Овчехълмски (център – с. Голямо Конаре), Сърненогорски (център – с. Брезово), Стремска, Рупчоска (център – с. Чепеларе)
3. Старозагорски департамент (Старозагорски, Чирпански, Казанлъшки, Новозагорски, Сейменски)
4. Хасковски департамент (Хасковски, Харманлийски, Хаджиелески, Кърджалийски)
5. Сливенски департамент (Сливенски, Котленски, Каваклийски, Ямболски, Къзълагашки)
6. Бургаски департамент (Бургаски, Анхиалски (Анхиало-Месемврийски), Айтоски, Карнобатски)

### Княжество България (1879 – 1885)

#### Премахване на губерниите
На 10 май 1880 г. ІІ обикновено народно събрание приема Закон за административното разделение на Княжество България, който е утвърден с Указ № 226 на княз Александър Батенберг от 23 май 1880 г. и е обнародван в ДВ, бр. 45 от 28 май с. г. С този закон се премахват губерниите и всички техни учреждения се затварят. Закриват се и 10 от съществуващите дотогава 31 окръга: Самоковския, Радомирския, Дупнишкия, Хаджиоглупазарджишкия - с административен център гр. Хаджиоглу Пазарджик (дн. гр. Добрич), Балчишкия, Османпазарския - с административен център гр. Осман пазар (дн. гр. Омуртаг), Еленския, Габровския, Никополския и Белоградчишкия. Останалите 21 окръга се преименуват на окръжия. Окръжията се поделят на околии, като техният брой и обхват се определят от Министерския съвет.
С решение на кабинета на министър-председателя Драган Цанков, утвърдено с Указ № 317 на княз Александър Батенберг от 26 юни 1880 г. (обн., ДВ, бр. 55 от 5 юли с. г.), съществуващите в Княжество България 21 окръжия се разделят на 58 околии (запазена е подребата от указа и изписването на районите):
1. Софийско окръжие включва околиите Софийска, Новоселска, Искречка, Златичка и Самоковска;
2. Видинско окръжие включва околиите Видинска, Адлийска (Кулска) и Белоградчийска;
3. Търновско окръжие включва околиите Търновска, Тревненска, Кесаревска, Кочиненска, Сухиндолска и Еленска;
4. Русенско окръжие включва околиите Русенска, Тутраканска, Балбунарска и Беленска;
5. Варненско окръжие включва околиите Варненска, Балчикска и Хаджиоглу-пазарджишка;
6. Кюстендилско окръжие включва околиите Кюстендилска, Изворска, Дъбничка и Радомирска;
7. Разградско окръжие включва околиите Разградска, Поповска и Кокорджанска;
8. Ескиджумайско окръжие включва околиите Ескиджумайска и Осман-пазарска;
9. Шуменско окръжие включва околиите Шуменска, Новопазарска и Преславска;
10. Силистренско окръжие включва околиите Силистренска, Бозагуртска и Хасъкьойска;
11. Трънско окръжие включва околиите Трънска, Царибродска и Брездническа;
12. Ломско окръжие включва само Ломска околия;
13. Берковишко окръжие включва околиите Берковска и Кутловичка;
14. Оряховско окръжие включва околиите Ореховска и Белослатинска;
15. Врачанско окръжие включва околиите Врачанска и Каменополска;
16. Орханийско окръжие включва околиите Орханийска и Тетевенска;
17. Ловчанско окръжие включва околиите Ловчанска, Троянска и Дерманска;
18. Плевенско окръжие включва околиите Плевенска и Никополска;
19. Свищовско окръжие включва само Свищовска околия;
20. Севлиевско окръжие включва околиите Севлиевска и Габровска;
21. Провадийско окръжие включва околиите Провадийска и Новоселска;

С Указ № 265 на княз Александър Батенберг от 4 април 1881 г., обнародван в ДВ, бр. 23 от 16 април с. г., се закриват 9 околии:
- Новоселска и Петричка (бивша Искречка) в Софийското окръжие;
- Тетевенска в Орханийското окръжие;
- Дерманска в Ловчанското окръжие;
- Плевенска околия в Плевенското окръжие;
- Кочинска и Сухиндолска в Търноското окръжие;
- Балбунарска в Русенското окръжие;
- Кокорджанска в Разградското окръжие.

като през май, септември и октомври същата година повечето от закритите околии се възстановяват.
С Указ № 573 на княз Александър Батенберг от 28 юли 1882 г. (обнародван в ДВ, бр. 91 от 21 август с. г.), се утвърждава нов - втори поред след Освобождението, Закон за административното деление територията на Княжество България. В него окръжията са 14 на брой. Те от своя страна се подразделят на 56 околии, които имат население от 25 до 50 хиляди души приблизително.
От 1882 г.
- С Указ № 782 от 10 ноември 1882 г. [ДВ, бр. 132, 18/11/1882] седалището на Изворска околия (Кюстендилско окръжие) се премества в Босилеград и околията се преименува в Босилеградска, а седалището на Вълчедръмската (Ломско окръжие) се премества в Кутловица и околията се преименува в Кутловишка.

От 1883 г.
- С Указ № 408 от 5 юни 1883 г. [ДВ, бр. 60, 09/06/1883] седалището на Босилеградската околия (Кюстендилско окръжие) отново се премества в с. Извор и околията се преименува в Изворска.
- С Указ № 826 от 7 октомври 1883 г. [ДВ, бр. 108, 08/10/1883] се открива нова Дряновска околия в състава на Търновското окръжие.

От 1884 г.
- С Указ № 16 от 17 януари 1884 г. [ДВ, бр. 7, 21/01/1884] се откриват отново Трънското, Ловчанското и Оряховското окръжия.

### Окръжия (1885 – 1901)
1. Софийско (от досегашните Софийско, Трънско окръжие и част от Орханийско окръжие, което някога е била Етрополски мюдюрлък), обхващащо: 1) Софийска, 2) Самоковска, 3) Новоселска, 4) Искрешка, 5) Златишка, 6) Царибродска, 7) Трънска и 8) Брезнишка околии.
2. Трънско окръжие
3. Кюстендилско, обхващащо: 1) Кюстендилска, 2) Дубнишка, 3) Радомирска и 4) Изворска околии.
4. Татарпазарджишко окръжие
5. Пловдивско окръжие
6. Старозагорско окръжие, обхващащо: 1) Старозагорска, 2) Чирпанска, 3) Казанлъшка, 4) Новозагорска, 5) Сейменска околии.
7. Хасковско окръжие
8. Сливенско окръжие
9. Бургаско окръжие
10. Видинско, обхващащо: 1) Видинска, 2) Кулска и 3) Белоградчишка околии.
11. Ломско (от досегашните Ломски и Берковски окръжия), обхващащо: 1) Ломска, 2) Берковска и 3) Вълчедръмска околии.
12. Ряховско окръжие (с център дн. Оряхово)
13. Врачанско (от досегашните Врачанско, Орханийско окръжие без Тетевенска околия и Етрополски мюдюрлък, и част от Оряховски окръг), обхващащо: 1) Врачанска, 2)Оряховска, 3) Белослатинска и 4) Орханийска околии.
14. Ловешко окръжие
15. Плевенско (от досегашните Плевенско и Ловешко окръжие без Троянска околия, част от Никополска околия и цялата Тетевенска околия), обхващащо: 1) Плевенска, 2) Луковитска, 3) Ловешка и 4) Тетевенска околии.
16. Севлиевско, обхващащо: 1) Севлиевска, 2) Габровска и 3) Троянска околии.
17. Свищовско, обхващащо: 1) Свищовска и 2) Никополска околии.
18. Търновско (от досегашните Търновско окръжие и част от Османпазарска околия), обхващащо: 1) Търновска, 2) Еленска, 3) Кесаревска, 4) Тревненска и 5) Горнооряховска околии.
19. Разградско, обхващащо: 1) Разградска, 2) Поповска и 3) Кеманларска околии.
20. Силистренско, обхващащо: 1) Силистренска, 2) Аккадънларска и 3) Куртбунарска околии.
21. Русенско, обхващащо: 1) Русенска, 2) Беленска, 3) Балбунарска и 4) Тутраканска околии.
22. Шуменско (от досегашните Шуменско и Ескджумайско окръжия), обхващащо: 1) Шуменска, 2) Новопазарска, 3) Ескиджумайска, 4) Османпазарска и 5) Преславска околии.
23. Варненско (от досегашните Варненско и Провадийско окръжие), обхващащо: 1) Варненска, 2) Балчишка, 3) Добричка, 4) Провадийска и 5) Новоселска околии.

От 1889 г.
- С Указ № 607 от 16 декември 1889 г. [ДВ, бр. 6, 09/01/1890] се утвърждава Закон за въвеждане изменение в административното деление територията на България, приет от V ОНС на 16 декември 1889 г. Той предвижда следните промени: (1) Седалището на Рупчоска околия се премества от с. Чепеларе в с. Хвойна; (2) Седалището на Изворска околия се премества от с. Извор в с. Босилеград и околията се преименува в Босилеградска; (3) Орханийското окръжие се премахва като Орханийската околия преминава към Софийско окръжие, а Оряховска и Белослатинска – към Врачанско окръжие; (4) Златишката околия се преименува в Пирдопска, и седалището ѝ се премества в гр. Пирдоп; (5) Седалището на Овчехълмска околия се премества от с. Старо Ново село в с. Голямо Конаре; (6) Образува се нова административна околия в Търновското окръжие – Паскалевска, със седалище в с. Паскалевец.

От 1894 г.
- С Указ № 813 от 21 декември 1894 г. [ДВ, бр. 15, 21/01/1894] се утвърждава Закон за изменение на административното деление на Княжеството (приет от VII ОНС на 20/12/1893 г.), с който центърът на Паскалевската околия се премества в с. Павликени и от Паскалевска се преименува в Павликенска околия. Законът влиза в сила от 1 януари 1894 г.

От 1897 г.
- С Указ № 49 от 9 март 1897 г. [ДВ, бр. 63, 20/03/1897] се утвърждава Закон за въвеждане изменения административното деление територията на България (приет от IX ОНС на 24 и 26/02/1897 г.). Според чл. 1 седалището на Рупчоската околия се премества от с. Хвойна в с. Чепеларе.

- С Указ № 461 от 5 декември 1897 г. [ДВ, бр. 287, 30/12/1897] се утвърждава Закон за изменение и допълнение към закона за административното деление територията на княжеството, утвърден с височайши указ от 28 юлий 1882 г. под № 273 (приет от IX ОНС на 24/11/1897 г.), в който чл. 1, § 1 се изменя така: „Територията на княжеството в административно отношение се дели на 22 окръжия, които се подразделят на 84 околии; чл. 2, точка 2 от § 9 се изменят така: Варненското окръжие се състои от 4 околии: Варненска, Провадийска, Добричка и Балчишка.

### Окръзи (1901 – 1919)
Втората цялостна административно-териториална реформа в страната се провежда през 1901 г., когато с Указ № 236 от 16 май 1901 г. [ДВ, брой 104, 17/05/1901] е обнародван Закон за административното деление територията на държавата (приет от XI ОНС на 4 май 1901 г.), отменящ Закона за административното деление територията на Княжеството от 28 юли 1882 г. Според новия законодателен акт страната е разделена на 12 окръзи, 71 околии и общини.
1. Бургаски (от досегашните Бургаски и Сливенски окръжия, без няколко села от Каваклийска околия), обхващащ околиите: Айтоска, Анхиолска, Бургаска, Карнобатска, Котленска, Къзълагашка, Сливенска, Ямболска.
2. Варненски (от досегашното Варненско окръжие, Куртбунарска околия и няколко села от досегашната Новопазарска околия), обхващащ околиите: Балчишка, Варненска градска, Варненска селска, Добришка, Куртбунарска, Провадийска.
3. Видински, обхващащ околиите: Белоградчишка, Видинска, Кулска, Ломска.
4. Врачански, обхващащ околиите: Берковска, Белослатинска, Врачанска, Оряховска, Фердинандска
5. Кюстендилски (от досеташния Кюстендилско окръжие и част от досегашната Брезнишка околия), обхващащ околиите: Дупнишка, Кюстендилска, Радомирска.
6. Пловдивски (Пловдивско, Татарпазарджишко окръжие и няколко села от досегашната Ихтиманска околия), обхващащ околиите: Карловска, Пазарджишка, Панагюрска, Пещерска, Пловдивска градска, Пловдивска селска, Станимашка.
7. Плевенски (от досегашните Плевенски и Ловешки), обхващащ околиите: Ловешка, Луковитска, Никополска, Плевенска, Тетевенска, Троянска.
8. Русенски (от досегашните Русенско, Разградско окръжие без Поповска околия, Силистренско без Куртбунарска околия), обхващащ околиите: Беленска, Разградска, Русенска градска, Русенска селска, Силистренска, Тутраканска.
9. Софийски (от досегашното Софийско окръжие без няколко села от Ихтиманска околия), обхващащ околиите: Орханийска, Пирдопска, Самоковска, Софийска градска, Софийска селска, Трънска, Царибродска.
10. Старозагорски (от досегашните Старозагорски, Хасковски окръжия и няколко села от Каваклийска околия), обхващащ околиите: Борисовградска, Казанлъшка, Новозагорска, Старозагорска, Харманлийска, Хасковска, Чирпанска.
11. Търновски (от досегашните Търновски и Севлиевски без няколко села от досегашната Кесаревска околия), обхващащ околиите: Габровска, Горнооряховска, Дряновска, Еленска, Свищовска, Севлиевска, Търновска)
12. Шуменски (от досегашното Шуменско окръжие, Поповска околия и няколко села от досегашната Кесаровска), обхващащ околиите: Ескиджумайска, Османпазарска, Поповска, Преславска, Шуменска.

Закриват се следните околии (като териториите им се присъединяват към други околии):
1. Аккадънларска (към Куртбунарска и Силистренска околии)
2. Балбунарска (към Русчукска и Тутраканска околии)
3. Босилеградска (към Кюстендилска и Радомирска околии)
4. Брезнишка (към Трънска, Софийска, Радомирска и Царибродска околии)
5. Брезовска (към Чирпанска, Карловска и Пловдивска околии)
6. Искрешка (към Софийска и Царибродска околии)
7. Ихтиманска (към Самоковска, Пазарджишка, Панагюрска околии)
8. Каваклийска (към Къзълагашка, Харманлийска и Ямболска околии)
9. Кеманларска (към Разградска околия)
10. Кесаревска (към Горнооряховска, Османпазарска, Поповска и Еленска околии)
11. Нозопазарска (към Шуменска и Провадийска околии)
12. Новоселска (към Софийска и Пирдопска околии)
13. Рупчоска (към Станимашка околия)
14. Сейменска (към Старозагорска, Харманлийска, Чирпанска и Новозагорска околии).

През 1913 г. са създадени 2 нови окръга:
1. Струмица (дн. в Република Македония);
2. Гюмюрджина (дн. в Република Гърция).

През същата година:
Базарджик (дн. Добрич) и Силистра стават административни центрове на двата южнодобруджански окръга в Кралство Румъния – съответно на окръг (жудец) Калиакра и на окръг (жудец) Дуростор, като те остават такива до 1916 г. и от 1919 до 1940 г., когато с Крайовската спогодба Южна Добруджа е върната на Царство България;
По време на Първата световна война са създадени нови окръзи, включващи също освободените земи. Броят им се променя в хода на войната, като през септември 1916 г. достигат 36 окръга:
1. София
2. Пирот (в дн. Сърбия)
3. Ниш (в дн. Сърбия)
4. Враня (в дн. Сърбия)
5. Прищина (в дн. Косово)
6. Куманово (в дн. Македония)
7. Кюстендил
8. Призрен (в дн. Косово)
9. Тетово (в дн. Македония)
10. Скопие (в дн. Македония)
11. Щип (в дн. Македония)
12. Струмица (дн. Македония)
13. Охрид (в дн. Македония)
14. Битоля (в дн. Македония)
15. Кавадарци (в дн. Македония)
16. Сяр (Серес, в дн. Гърция)
17. Гюмюрджина (в дн. Гърция)
18. Одрин (в дн. Турция)
19. Пловдив
20. Стара Загора
21. Бургас
22. Варна
23. Добрич
24. Кюстенджа (в дн. Румъния)
25. Тулча (в дн. Румъния)
26. Силистра
27. Шумен
28. Русе
29. Търново
30. Плевен
31. Враца
32. Видин
33. Неготин (в дн. Сърбия)
34. Зайчар (в дн. Сърбия)
35. Кюприя (в дн. Сърбия)
36. Пожарево (в дн. Сърбия)

### Области 1919 – 1941
През 1919 г. (след Първата световна война) Царство България включва 15 окръга:
1. София
2. Кюстендил
3. Пловдив
4. Стара Загора
5. Бургас
6. Варна
7. Шумен
8. Русе
9. Търново (дн. Велико Търново)
10. Плевен
11. Вратца (дн. Враца)
12. Видин
13. Петрич
14. Пашмаклий (дн. Смолян)
15. Мъстанли (дн. Момчилград)

През 1922 г. е създаден нов окръг: Хасково.
След преврата на 19 май 1934 г. в страната е проведена цялостна административно-териториална реформа, като съществуващите окръзи са обединени в нови 7 области, начело с областни директори. Това става с Наредба-закон за въвеждане на изменение в административно-териториалното деление на Царството, обнародвана с Указ № 179 от 19 май 1934 г. [ДВ, бр. 38 (притурка), 19/05/1934]. Областите, които се образуват са следните:
1. Бургаска – от бившия Бургаски окръг
2. Врачанска – от бившите Врачански и Видински окръзи
3. Плевенска – от бившите Плевенски и Търновски окръзи
4. Пловдивска – от бившите Пловдивски, Пашмаклийски окръзи и околиите Неврокопска и Разложка от бившия Петрички окръг
5. Софийска – от бившите Софийски, Кюстендилски окръзи и околиите Светиврачка, Горноджумайска и Петричка от бившия Петрички окръг
6. Старозагорска – от бившите Старозагорски, Хасковски и Мастънлийски окръзи
7. Шуменска – от бившите Шуменски, Русчукски и Варненски окръзи

Година по-късно, с Наредба-закон за въвеждане на изменение в административно-териториалното деление на Царството установено с царски указ № 179 от 19 май 1934 година, обнародвана с Указ № 352 от 20 септември 1935 г. [ДВ, бр. 217, 26/09/1935], се правят следните промени в административно-териториалното деление на страната:
- Образува се нова Търновска област, в която влизат околиите: Габровска, Горнооряховска, Дряновска, Еленска, Свищовска, Севлиевска и Търновска от Плевенска област, и Беленска, Кубратска и Русчукска от Шуменска област;
- Образува се нова Кърджалийска област, в която влизат околиите: Ардинска, Ивайловградска, Крумовградска, Кърджалийска и Момчилградска от Старозагорска област, и Златоградска от Пловдивска област.
- Образува се нова Горноджумайска област, в която влизат околиите: Горноджумайска, Светиврачка и Петричка от Софийска област, и Неврокопска и Разложка от Пловдивска област.
- Отцепва се Оряховска околия от Врачанска област и се присъединява към Плевенска област.
- От Врачанска и Шуменска област се отцепват градските общини Видин, Русе и Варна и образуват в административно отношение отделни, самостоятелни административни единици – градски дирекции, управлявани от градски директори с права на областни директори.
- Седалището на Царибродската околия се премества от с. Годеч в с. Сливница.
- Седалището на Брезнишка околия се премества от гр. Брезник в гр. Перник и околията се преименува на Пернишка.

Това административно-териториално деление се запазва едва два месеца, когато е отменено с Наредба-закон за отменяване наредбата-закон за въвеждане на изменение в административно-териториалното деление на Царството установено с царски указ № 179 от 19 май 1934 година, обнародвана Указ № 512 от 11 декември 1935 г. [ДВ, бр. 512, 11/12/1935] и в страната остава в сила териториалното деление от 19 май 1934 г.

### Области (1941 – 1944)
С Указ № 72 от 24 юли 1941 г. [ДВ, бр. 164, 29/07/1941] се обнародва Закон за създаване на Русенска област (приет от XXV ОНС на 16 юли 1941 г.). С него околиите Поповска, Беленска, Исперихска, Кубратска, Тутраканска, Разградска, Русенска и Силистренска се отделят от Шуменска област и се обособяват в област с център Русе.
На 15 май 1941 г. е обявено официално за връщането в пределите на България на Беломорска Тракия, Вардарска Македония, Западните покрайнини и Поморавието. През юли със Заповеди 2618, 2619, 2620 и 2621 на министъра на вътрешните работи и народното здраве от 26 юли 1941 г. [ДВ, бр. 166, 31/07/1941] тези земи са обособени в 3 административни области:
- Битолска област, обхващаща околиите:
  - Битолска, Бродска, Крушевска, Охридска, Прилепска и Ресенска [Заповед 2618].
- Скопска област, обхващаща околиите:
  - Беровска, Бояновска, Вранска, Велешка, Качанишка, Кривопаланска, Кумановска, Кратовска, Струмишка, Скопска, Сурдулишка, Светиниколска, Радовишка, Щипска, Гевгелийска, Кавадарска и Неготинска [Заповед 2620].
- Беломорска област, с център Ксанти, обхващаща околиите:
  - Гюмюрджинска, Дедеагачка, Демирхисарска, Кавалска, Ксантийска, Тасоска (с център с. Лимен), Правищенска, Саръшабанска и Сярска [Заповед 2621].

Западните покрайнини и Поморавието са разделени на 4 околии – Босилеградска, Бабушнишка, Пиротска и Царибродска, които се присъединяват към Софийска област [Заповед 2618].

### Деление (1944 – 1949)
През 1944 г. са обособени 10 области:
Горна Джумая (дн. Благоевград), София, Пловдив, Стара Загора, Бургас, Варна, Шумен, Русе, Плевен Враца.
През 1945 г. са обединени 2 области и остават 9 области:
Шуменска област преминава към Варненска област.
През 1947 г. в Народна република България са закрити областите и първостепенни административно-териториални единици стават 102 околии, от които 7 са градски:
София, София-град, Годеч, Трън, Брезник, Перник (от 1942 до 1962 г. – Димитрово), Радомир, Кюстендил, Дупница (от 1949 до 1990 г. – Станке Димитров), Горна Джумая (от 1950 г. – Благоевград), Разлог, Свети Врач (от 1949 г. – Сандански), Петрич, Неврокоп (от 1951 г. – Гоце Делчев), Самоков, Ихтиман, Новоселци (от 1950 г. – Елин Пелин), Пирдоп, Панагюрище, Пазарджик, Пещера, Девин, Карлово (от 1953 до 1962 г. – Левскиград), Пловдив, Пловдив-град, Асеновград, Смолян, Казанлък, Чирпан, Борисовград (от 1947 г. – Първомай), Хасково, Кърджали, Момчилград, Ардино, Златоград, Крумовград, Стара Загора, Стара Загора-град, Хасково, Харманли, Свиленград, Ивайловград, Нова Загора, Сливен, Ямбол, Елхово, Тополовград, Котел, Карнобат (от 1953 до 1962 г. – Поляновград), Средец (от 1950 до 1993 г. – Грудово), Малко Търново, Царево (от 1950 до 1991 г. – Мичурин), Бургас, Бургас-град, Айтос, Поморие, Варна, Варна-град (от 1949 до 1956 г. – Сталин), Провадия, Балчик, Генерал Тошево, Добрич (от 1949 до 1990 г. – Толбухин), Тервел, Нови пазар, Шумен (от 1950 до 1965 г. – Коларовград), Преслав (от 1993 г. – Велики Преслав), Силистра, Дулово, Исперих, Тутракан, Кубрат, Разград, Търговище, Омуртаг, Попово, Русе, Русе-град, Бяла, Горна Оряховица, Елена, Свищов, Павликени, Търново (от 1965 г. – Велико Търново), Дряново, Габрово, Севлиево, Никопол, Плевен, Плевен-град, Ловеч, Троян, Тетевен, Луковит, Оряхово (до 1945 г. – Орехово), Бяла Слатина, Враца, Ботевград, Лом, Михайловград (до 1945 г. – Фердинанд), Берковица, Белоградчик, Кула, Видин.

### Окръзи (1949 – 1950)
С Указ № 794 от 24 септември 1949 г. [ДВ, бр. 224, 28 септември 1949] страната е разделена на 14 окръга, обхващащи 101 околии.
1. Бургаски окръг: Бургаска, гр. Бургас, Поморийска, Царевска, Малкотърновска, Средецка, Айтоска, Карнобатска околии.
2. Варненски окръг: Варненска, гр. Варна, Провадийска, Добришка, Балчишка, Генералтошевска, Тервелска околии.
3. Видински окръг: Видинска, Ломска, Белоградчишка, Кулска околии.
4. Врачански окръг: Врачанска, Берковска, Михайловградска, Белослатинска, Оряховска околии.
5. Горноджумайски окръг: Горноджумайска, Санданска, Петричка, Разложка, Неврокопска околии.
6. Горнооряховски окръг: Търновска, Габровска, Горнооряховска, Дряновска, Еленска, Севлиевска, Павликенска околии.
7. Плевенски окръг: Плевенска, гр. Плевен, Никополска, Ловешка, Луковитска, Тетевенска, Троянска, Свищовска околии.
8. Пловдивски окръг: Пловдивска, гр. Пловдив, Асеновградска, Карловска, Пазарджишка, Панагюрска, Пещерска, Смолянска, Девинска, Първомайска околии.
9. Град София е обособен в отделна административна единица със статут на окръг.
10. Софийски окръг: Софийска, Ботевградска, Пирдопска, Ихтиманска, Новоселска, Годечка, Димитровска, Брезнишка, Радомирска, Кюстендилска, Марекска, Самоковска, Трънска околии.
11. Старозагорски окръг: Старозагорска, гр. Стара Загора, Нозовагорска, Казанлъшка, Чирпанска околии.
12. Русенски окръг: Русенска, гр. Русе, Беленска, Разградска, Исперихска, Кубратска, Силистренска, Тутраканска, Дуловска околии.
13. Хасковски окръг: Хасковска, Свиленградска, Харманлийска, Ардинска, Крумовградска, Кърджалийска, Момчилградска, Ивайловградска, Златоградска околии.
14. Шуменски окръг: Шуменска, Търговищка, Новопазарска, Омуртагска, Поповска, Преславска околии.
15. Ямболски окръг: Ямболска, Сливенска, Котелска, Елховска, Тополовградска околии.

### Окръзи 1951 – 1959
- 1. Закрива се Ямболски окръг и се поделя между Старозагорски и Бургаски окръг. Ямболска, Сливенска и Тополовградска околия се присъединяват към Стара Загора, а малките Елховска и Котелска околия към Бургаски окръг.
- 2. Закрива се Видински окръг и той е присъединен към Врачански окръг.
- 3. Закрива се Горнооряховски окръг, образува се нов окръг с център Търново.

1. София – град
2. Софийски окръг: Софийска, Ботевградска, Пирдопска, Ихтиманска, Елинпелинска, Сливнишка, Годечка, Свогенска, Димитровска (Пернишка), Брезнишка, Радомирска, Кюстендилска, Станкедимитровска, Самоковска, Трънска околии.
3. Благоевградски окръг: Благоевградска, Санданска, Петричка, Разложка, Гоцеделчевска околии.
4. Пловдивски окръг: Пловдивска, гр. Пловдив, Асеновградска, Карловска, Пазарджишка, гр. Пазарджик, Панагюрска, Пещерска, Велинградска, Смолянска, Девинска, Първомайска околии.
5. Старозагорски окръг: гр. Стара Загора, Старозагорска, Нозовагорска, Казанлъшка, гр. Казанлък, Чирпанска, Ямболска, гр. Ямбол, Сливенска, гр. Сливен, Тополовградска околии.
6. Хасковски окръг: Хасковска, гр. Хасково, Димитровградска, Свиленградска, Харманлийска, Ардинска, Крумовградска, Кърджалийска, Момчилградска, Ивайловградска, Маданска околии.
7. Бургаски окръг: Бургаска, гр. Бургас, Поморийска, Мичуринска (Царевска), Малкотърновска, Грудовска (Средецка), Айтоска, Карнобатска, Елховска, Котелска околии.
8. Сталински окръг: Сталински, гр. Сталин, Провадийска, Толбухинска, гр. Толбухин, Балчишка, Генералтошевска, Тервелска околии.
9. Коларовградски окръг: Коларовска, гр. Коларовград, Търговищка, Новопазарска, Омуртагска, Поповска, Преславска околии.
10. Русенски окръг: Русенска, гр. Русе, Беленска (от гр. Бяла), Разградска, Исперихска, Кубратска, Силистренска, Тутраканска, Дуловска, околии.
11. Търновски окръг: Търновска, гр. Търново, Габровска, Горнооряховска, Дряновска, Еленска, Севлиевска, Павликенска околии.
12. Плевенски окръг: Плевенска, гр. Плевен, Никополска, Ловешка, Луковитска, Тетевенска, Троянска, Свищовска околии.
13. Врачански окръг: Врачанска, гр. Враца, Берковска, Михайловградска, Белослатинска, Оряховска, Видинска, Ломска, Белоградчишка, Кулска околии.

### Окръзи (1959 – 1987)
Закриват се всички околии и се създават окръзи с общини
1. Благоевградски окръг;
2. Бургаски окръг;
3. Варненски окръг;
4. Видински окръг;
5. Врачански окръг;
6. Габровски окръг;
7. Димитровски[6] (Пернишки от 1962 г.[7]) окръг;
8. Коларовградски (Шуменски от 1965 г.[8]) окръг;
9. Кърджалийски окръг;
10. Кюстендилски окръг;
11. Ловешки окръг;
12. Михайловградски окръг;
13. Пазарджишки окръг;
14. Плевенски окръг;
15. Пловдивски окръг;
16. Разградски окръг;
17. Русенски окръг;
18. Силистренски окръг;
19. Сливенски окръг;
20. Смолянски окръг;
21. София-град;
22. Софийски окръг;
23. Старозагорски окръг;
24. Толбухински окръг;
25. Търговищки окръг;
26. Търновски (Великотърновски от 1965 г.[9]) окръг;
27. Хасковски окръг;
28. Ямболски окръг.

### Области (1987 – 1998)
На 18 август 1987 г. Девето народно събрание приема Закон за създаване на административно-териториални единици – области, в резултат на което дотогавашните 28 окръга са закрити и се създават области. С Указ 2704 на Държавния съвет на Народна република България от 26 август 1987 г. е определен броят на областите – 9, общините, които се включват в тях, както и административните им центрове:
1. Бургаска област, с център Бургас – от бившите окръзи Бургас, Сливен, Ямбол
2. Варненска област, с център Варна – от бившите окръзи Варна, Добрич, Шумен
3. Ловешка област, с център Ловеч – от бившите окръзи Габрово, Ловеч, Плевен, Велико Търново
4. Михайловградска област (от 1993 област Монтана), с център Михайловград – от бившите окръзи Михайловград, Видин, Враца
5. Пловдивска област, с център Пловдив – от бившите окръзи Пазарджик, Пловдив, Смолян
6. Разградска област, с център Разград – от бившите окръзи Разград, Русе, Силистра, Търговище
7. Софийска област, с център София – от бившите окръзи Благоевград, Кюстендил, Перник, София
8. София град, с център София – от бившия окръг София град
9. Хасковска област, с център Хасково – от бившите окръзи Стара Загора, Кърджали, Хасково